# Open di Francia 1979
L'Open di Francia 1979 è stata la 78ª edizione degli Open di Francia di tennis, si è svolto sui campi in terra rossa dello Stade Roland Garros di Parigi, Francia, dal 28 maggio all'11 giugno 1979.
Il singolare maschile è stato vinto dallo svedese Björn Borg, che si è imposto sul paraguaiano Víctor Pecci in quattro set col punteggio di 6–3, 6–1, 6(6)–7, 6–4.
Il singolare femminile è stato vinto dalla statunitense Chris Evert, che ha battuto l'australiana Wendy Turnbull.
Nel doppio maschile si sono imposti Gene Mayer e Sandy Mayer.
Nel doppio femminile hanno trionfato Betty Stöve e Wendy Turnbull. 
Nel doppio misto la vittoria è andata a Wendy Turnbull in coppia con Bob Hewitt.

## Partecipanti

### Teste di serie
| Nazionalità | Giocatore          | Ranking | Testa di serie |
| ----------- | ------------------ | ------- | -------------- |
| Svezia      | Björn Borg         | 2       | 1              |
| Stati Uniti | Jimmy Connors      | 1       | 2              |
| Argentina   | Guillermo Vilas    | 3       | 3              |
| Stati Uniti | Vitas Gerulaitis   | 5       | 4              |
| Messico     | Emilio Montano     | 190     | 5              |
| Stati Uniti | Harold Solomon     | 9       | 6              |
| Stati Uniti | Eddie Dibbs        | 6       | 7              |
| Spagna      | José Higueras      | 14      | 8              |
| Stati Uniti | Arthur Ashe        | 13      | 9              |
| Stati Uniti | Brian Gottfried    | 7       | 10             |
| Argentina   | José Luis Clerc    | 15      | 11             |
| Polonia     | Wojciech Fibak     | 21      | 12             |
| Spagna      | Manuel Orantes     | 12      | 13             |
| Stati Uniti | Tim Gullikson      | 18      | 14             |
| Italia      | Corrado Barazzutti | 10      | 15             |
| Italia      | Adriano Panatta    | 23      | 16             |

### Altri partecipanti
I seguenti giocatori sono passati dalle qualificazioni:

- Christophe Roger Vasselin
- Jiří Granát
- Brad Rowe
- Roger Guedes
- Erik Van Dillen
- Jose Luis Damiani
- Bill Maze
- Cássio Motta
- Jan Norback
- Lito Álvarez
- Tenny Svensson
- Warren Maher
- Max Wunschig
- Jairo Velasco
- José López Maeso

## Seniors

### Singolare maschile
Björn Borg ha battuto in finale  Víctor Pecci con il punteggio di 6–3, 6–1, 6(6)–7, 6–4.

### Singolare femminile
Chris Evert ha battuto in finale  Wendy Turnbull con il punteggio di 6–2, 6–0.

### Doppio maschile
Gene Mayer /  Sandy Mayer hanno battuto in finale  Ross Case /  Phil Dent con il punteggio di 6–4, 6–4, 6–4.

### Doppio Femminile
Betty Stöve /  Wendy Turnbull hanno battuto in finale  Françoise Dürr /  Virginia Wade con il punteggio di 3–6, 7–5, 6–4.

### Doppio Misto
Wendy Turnbull /  Bob Hewitt hanno battuto in finale  Virginia Ruzici /  Ion Țiriac con il punteggio di 6–3, 2–6, 6–3.